# Ádám Hrepka
Ádám Hrepka (Szeged, 15 april 1987) is een Hongaars voetballer voormalig die als aanvaller speelde.

## Clubloopbaan
Hij speelde lang voor MTK Hungária FC en speelde in seizoen 2007-2008 op huurbasis voor N.E.C., in 2009/10 bij Honved Budapest, in 2010 bij Vasas Boedapest en in het seizoen 2011/12 werd hij verhuurd aan Paksi SE. Van begin 2013 tot begin 2014 speelde hij voor Bnei Jehoeda Tel Aviv in Israël. Na een mislukte stage bij Atıraw FK tekende hij in maart 2014 bij Szombathelyi Haladás. In de zomer van 2014 keerde hij terug bij MTK. Medio 2018 ging hij naar Vasas SC Boedapest. In 2019 ging hij op het derde niveau voor Monor SE spelen. In 2020 ging hij naar BVSC-Zugló waar hij zijn loopbaan medio 2021 beëindigde.

## Internationaal
Hrepka speelde drie interlands voor Hongarije. Hij maakte zijn debuut op 15 november 2006 in het met 1-0 gewonnen oefenduel in Székesfehérvár tegen Canada. Hij moest in dat duel na 70 minuten plaatsmaken voor collega-debutant Balázs Farkas (FC Dynamo Kyiv).

## Statistieken
| Seizoen | Club                  | Wedstrijden | Goals | Competitie            |
| ------- | --------------------- | ----------- | ----- | --------------------- |
| 2004/05 | MTK Hungária FC       | 9           | 2     | Magyar Labdarúgó Liga |
| 2005/06 | MTK Hungária FC       | 24          | 12    | Magyar Labdarúgó Liga |
| 2006/07 | MTK Hungária FC       | 27          | 11    | Magyar Labdarúgó Liga |
| 2007/08 | → N.E.C.              | 6           | 0     | Eredivisie            |
|         | MTK Hungária FC       | 17          | 2     | Magyar Labdarúgó Liga |
| 2008/09 | MTK Hungária FC       | 27          | 5     | Magyar Labdarúgó Liga |
| 2009/10 | → Honved Budapest     | 13          | 5     | Magyar Labdarúgó Liga |
|         | → Vasas Boedapest     | 12          | 4     | Magyar Labdarúgó Liga |
| 2010/11 | → Vasas Boedapest     | 7           | 0     | Magyar Labdarúgó Liga |
|         | MTK Hungária FC       | 7           | 0     | Magyar Labdarúgó Liga |
| 2011/12 | →Paksi SE             | 23          | 7     | Magyar Labdarúgó Liga |
| 2012/13 | MTK Hungária FC       | 2           | 0     | Magyar Labdarúgó Liga |
|         | Bnei Jehoeda Tel Aviv | 29          | 8     | Ligat Ha'Al           |
| 2013/14 | Bnei Jehoeda Tel Aviv | 14          | 1     | Ligat Ha'Al           |
|         | Szombathelyi Haladás  | 10          | 2     | Magyar Labdarúgó Liga |
| 2014/15 | MTK Hungária FC       | 15          | 2     | Magyar Labdarúgó Liga |
| 2015/16 | MTK Hungária FC       | 18          | 4     | Magyar Labdarúgó Liga |
| 2016/17 | MTK Hungária FC       | 13          | 2     | Magyar Labdarúgó Liga |
| 2017/18 | MTK Hungária FC       | 23          | 6     | Magyar Labdarúgó Liga |
| 2018/19 | Vasas SC Boedapest    | 19          | 1     | Magyar Labdarúgó Liga |
| 2019/20 | Monor SE              | 8           | 3     | Nemzeti Bajnokság III |